# قصه پریان (فیلم)
قصه پریان (به روسی: Сказка) (به انگلیسی: Fairytale) یک انیمیشن تجربی فانتزی به کارگردانی الکساندر سوکوروف محصول سال ۲۰۲۲ است. این فیلم گفتگوهایی میان آدولف هیتلر، بنیتو موسولینی، ژوزف استالین و وینستون چرچیل را در برزخ با استفاده از فوتیج‌های آرشیوی به تصویر می‌کشد و همچنین عیسی و ناپلئون نیز در فیلم جای دارند.